# ISBI Meteoro
El ISBI Meteoro es un transporte blindado de personal, fabricado sobre el chasis de un camión de la General Motors, el Chevrolet Kodiak; y usado actualmente por la Policía, el Ejército y la Infantería de Colombia en los planes de seguridad vial en las carreteras nacionales, presentes desde el año 2004.

## Historia
Ante la necesidad de un blindado de bajo coste y especialmente adecuado para circular por las vías de Colombia, el alto mando militar licita entre varias firmas de blindaje locales el desarrollo de un vehículo que no supere las quince toneladas de peso, y que pueda transportar hasta diez hombres, con un armamento ligero pero alta capacidad de protección frente al impacto de granadas, proyectiles y metralla, por lo cual la firma ISBI presentó un prototipo a consideración en el 2004, el cual fue aprobado inmediatamente para su producción.

## Características
En estos vehículos de transporte de personal se usan tecnologías de construcción tipo "Monobloque", en los que el acero de grado balístico militar marca Astralloy, es el componente base de las chapas de la carrocería. Las piezas de acero se preparan por corte de plasma en mesas CNC, y se unen con una soldadura tipo MIG.

### Motorización
Los camiones ISBI son propulsados por un motor diésel de 250 caballos (253 CV) de la firma Caterpillar Inc., de la referencia CAT-3126, el cual va acoplado a una caja de 5 cambios de la firma Allison. Su rango de alcance es de 500 kilómetros (311 mi), y su velocidad máxima está estimada en unos 110 kilómetros (68 mi)/h, la fuerza por tonelada de peso se estima en 25 caballos (25 CV)/tonelada y su sistema de frenado es de aire. Los chasis usados pueden ser el de un camión International 457 (con motor CAT-3126), o un Chevrolet Kodiak (con motor CAT-3126B).

## Estado
Estos vehículos han resultado muy confiables; incluso después de varios años en uso continuo se encuentran aún operativos y en muy buenas condiciones, dotando a la tropa de buena protección en ataques ligeros y medios. Los arreglos externos incorporan técnicas avanzadas de pintura en base de poliuretano de alta resistencia, lo cual les garantiza una vida útil muy prolongada a las chapas de blindaje. El acero de 3/8" de especificación militar, junto a la pintura exterior de poliuretano, les dan un margen de mantenimiento mínimo.  